# Dommerfuldmægtig
Dommerfuldmægtig er en stillingsbetegnelse for en overenskomstansat jurist (ikke-udnævnt dommer) ved domstolene. Dommerfuldmægtige og retsassessorer (som er betegnelsen for tjenestemandsansatte jurister ved domstolene) varetager en række opgaver med udøvelse af egentlig domsmyndighed, dvs. at de beklæder retten som dommere i civile sager og straffesager. Herudover beskæftiger dommerfuldmægtige og retsassessorer sig med fogedret (såkaldt juridisk foged) og udøver judiciel myndighed i skiftesager (dødsbo, insolvens- og ægtefælleskiftesager). 
Dommerfuldmægtige gennemfører som led i ansættelsen en grunduddannelse af 3 års varighed, som afsluttes af en mundtlig prøve. De nærmere regler for prøven fastsættes af Domstolsstyrelsen.
Dommernes personelle uafhængighed er sikret i grundlovens § 64, 2. pkt., hvorefter dommere ikke kan afsættes uden ved dom. Bestemmelsen beskytter således mod administrativ afskedigelse. Grundlovsbeskyttelsen gælder for ”dommere”. Det fremgår imidlertid af retsplejelovens § 54 og § 54 a, at ikke-udnævnte dommere også er beskyttet mod afskedigelse og forflyttelse gennem regler om ansættelsesværn. Disse bestemmelser blev indsat i retsplejeloven ved lov nr. 402 af 26. juni 1998. Etableringen af et ansættelsesværn havde til formål dels at sikre den personlige uafhængighed, dels udadtil at understrege, at den dømmende myndighed er et uafhængigt organ. men ved en ændring af retsplejeloven i 1998 er også konstituerede dommere, dommerfuldmægtige og retsassessorer beskyttet mod administrativ afskedigelse. Det er antaget i den juridiske litteratur, at kravet i grundlovens § 64 om ”dommeres” uafhængighed herefter må fortolkes som et krav om uafhængighed for de personer, der er ansat til i deres hovedstilling at varetage funktioner, der omfatter dømmende magt. 
Man kan således sige, at § 64, 1. pkt. sikrer dommerne mod indgreb i den funktionelle uafhængighed (den dømmende funktion), og at § 64, 2. pkt. – reglerne om den personelle uafhængighed – værner om den personelle uafhængighed.
Den immunitet, som bestemmelsen sikrer, tilkommer enhver, der beklæder dommersædet i en domstol, dog kun for så vidt, de udøver dømmende myndighed. Den funktionelle uafhængighed gælder også internt ved den enkelte ret. For eksempel kan retspræsidenten ikke instruere en dommer eller dommerfuldmægtig/retsassessor om, hvordan en sag skal afgøres. 
Domstolenes funktionelle uafhængighed er ligeledes sikret i artikel 6 i Den Europæiske Menneskerettighedskonvention og i artikel 14 i FN-konventionen om borgerlige og politiske rettigheder.
Dommerfuldmægtige og retsassessorer er organiseret under Djøf, og har siden 1939 haft en selvstændig underafdeling kaldet Dommerfuldmægtigforeningen.